# Viola nummulariifolia
Viola nummulariifolia är en violväxtart som beskrevs av Dominique Villars. Viola nummulariifolia ingår i släktet violer, och familjen violväxter. Inga underarter finns listade i Catalogue of Life.

## Bildgalleri

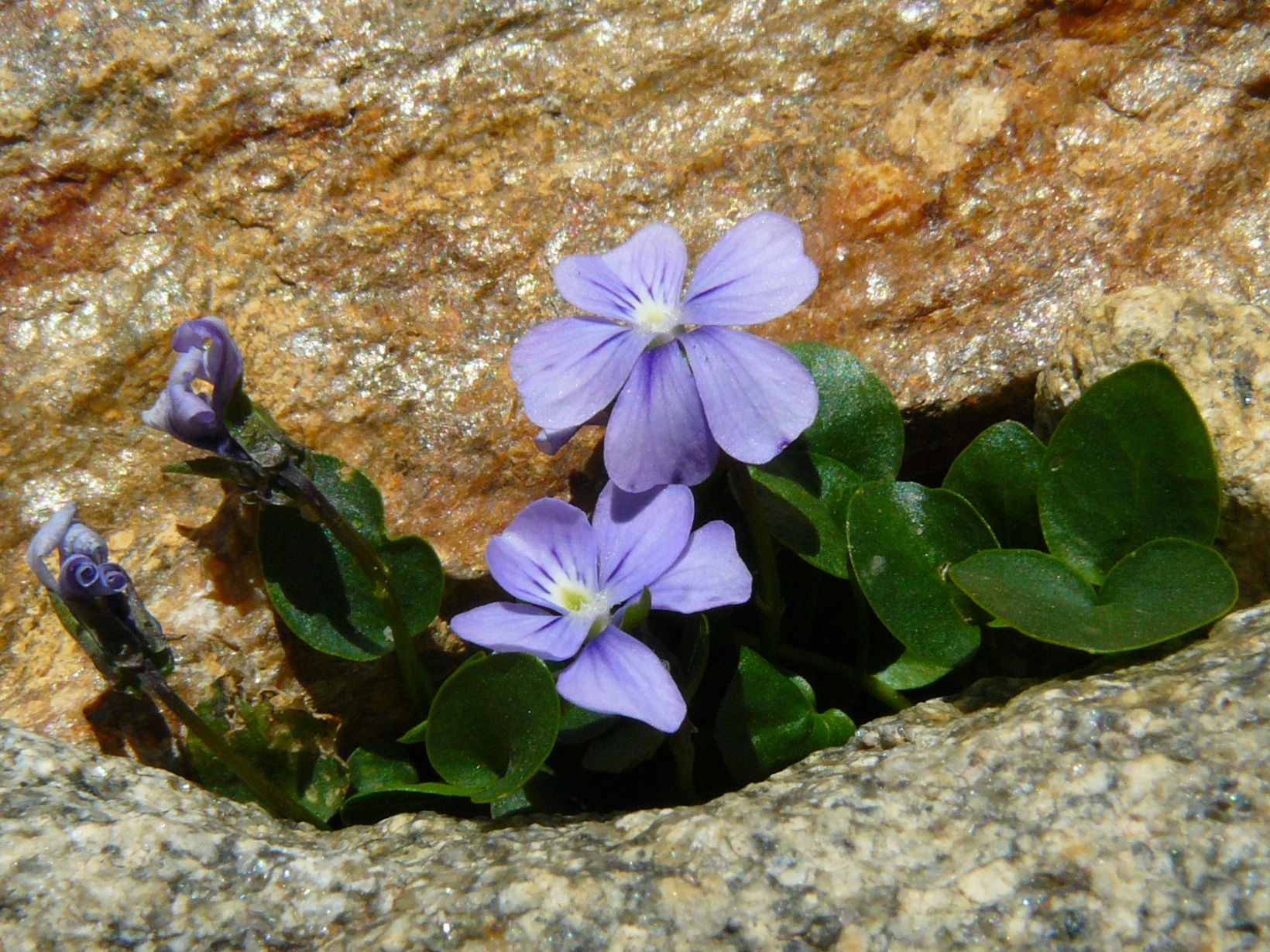